# Туя велетенська
Туя велетенська, або туя складчаста (Thuja plicata) — вид хвойних дерев родини кипарисові (Cupressaceae). Туя гігантська є найбільшим деревом в своєму роді, яке при хороших умовах зростання може досягати більше 50 м, при діаметрі стовбура 2,5 м.

## Опис
Теплолюбна рослина, підмерзає в суворих зимових умовах, при дуже низьких температурах може всохнути. Доросле дерево відрізняється густою щільною кроною, його нижні гілки під власною вагою звисають до самої землі. Лускоподібна хвоя розташована хрестоподібно.
Має широкі пагони з яскраво-зеленими і жовтими кінчиками. В цілому, туя має пірамідальний вигляд.
Довговічна — доживає до 500–800 років (на батьківщині). Легко розмножується насінням, живцями — погано; форми прищеплюють на сіянцях типової форми або інших видів.

## Поширення
Батьківщина — Тихоокеанське узбережжя Північної Америки від Каліфорнії на північ до Аляски і від Орегона на схід до Монтани; в гори піднімається до висоти 2000 м над рівнем моря. Вона досить часто виростає по берегах водойм, річок і боліт, любить вологі місця.

## Використання
З давніх часів у народній медицині використовують молоді пагони цієї рослини для лікування циститу, захворюванні печінки і при жовчнокам'яній хворобі. Олія туї має широкий спектр застосування в лікувальних цілях, а так само для ароматизації освіжувачів повітря і дезодорантів. Крім того, такі дерева незамінні в ландшафтних дизайнах, при створенні алей, живих стін і огорож. Завдяки невибагливості і стійкості до міських умов використовують тую і при озелененні міст.